# Disney's Davy Crockett Ranch
De Davy Crockett Ranch is een vakantiepark dat onderdeel is van het Disneyland Paris. Het ligt op een kwartier rijden van de rest van het resort.
Het vakantiepark heeft geen kamers, maar zogenaamde bungalows, die door het bos verspreid staan. De bungalows beschikken over een kleine keuken, een woonkamer, twee slaapkamers en een barbecue. Alle bungalows zijn geschikt voor zes personen.
De Ranch is vernoemd naar Davy Crockett, een Amerikaanse pionier en vrijheidsstrijder. Het hotel is volgens die thematiek ingericht: de hotelwinkel heet 'Alamo Trading Post' en het restaurant 'Davy Crockett Taverne'. Het zwembad is het grootste zwembad van de hotels van het Disneyland Paris. Verder bevinden zich bij de ranch een kleine boerderij en een indianendorp.
Naast de receptie is in het bos het 'Davy Crockett Adventure' gevestigd, een parcours door de bomen dat met behulp van touwbruggen kan worden afgelegd.

## Thema
Dit vakantiepark in de natuur biedt een originele manier om een Disneyvakantie te ervaren.

## Kamers
Het hotel beschikt over  zijn 584 bungalows van 39 m² groot die tot 6 personen kunnen huisvesten. De bungalows bestaan uit 2 slaapkamers, een met een dubbel bed en een met 4 enkele bedden, een volledig uitgeruste keuken, 2 badkamers met douche en een terras met picknicktafel en barbecue.
Al deze bungalows zullen gefaseerd vervangen worden tegen eind 2025. 

### Blokhuttypes
- Trapper Tribe blokhut: 185 blokhutten in het midden van de natuur
- Pioneer Tribe blokhut: 344 blokhutten dichtbij de faciliteiten.
- Premium Tribe blokhut: 55 blokhutten met extra services en dichtbij de faciliteiten.

## Restaurant en bar
- Crockett's Tavern is een buffetrestaurant met internationale gerechten, gethematiseerd als herberg in het bos (170 plaatsen).
- Ontspannen en iets drinken aan in de bar Crockett's Saloon

## Overige activiteiten
- Sportactiviteiten het hele jaar door.
- Blue Springs Pool: binnenzwembad met bubbelbad, glijbaan, waterval en stroomversnelling.
- Lucky Racoon: video game arcade.
- Minigolf.
- Alarmo Trading Post: winkel.

## Bereikbaarheid
Er rijdt geen shuttle tussen Disney's Davy Crockett Ranch en de rest van het Disney resort. Gasten zijn aangewezen op eigen vervoer om zich tussen de ranch en de rest van het resort en op de ranch zelf te verplaatsen. Zij kunnen, net als gasten van andere Disney Hotels, gratis parkeren op de parking van de Disney Parken.